# Romanivka, Popilnea
Romanivka (în ucraineană Романівка) este localitatea de reședință a comunei Romanivka din raionul Popilnea, regiunea Jîtomîr, Ucraina.

## Demografie
Componența lingvistică a localității Romanivka
     Ucraineană (99,03%)
     Alte limbi (0,97%)
Conform recensământului din 2001, majoritatea populației localității Romanivka era vorbitoare de ucraineană (99,03%), existând în minoritate și vorbitori de alte limbi.